# ムスタファ・サイマク
ムスタファ・サイマク（トルコ語: Mustafa Saymak}, 1993年2月11日 - ）は、オランダ・オーファーアイセル州デーフェンテル出身のプロサッカー選手。PECズヴォレ所属。ポジションはMF。

## 経歴
2011年にPECズヴォレでプロデビューを果たした。2013-14シーズンには自身初のタイトルとなるKNVBカップを制覇し、7シーズンの在籍で公式戦通算169試合29得点を記録した。
2018年6月12日、マッカビ・ハイファFCなどから関心を寄せられたが、自身のルーツであるトルコのチャイクル・リゼスポルにフリーで移籍した。
2019年8月、古巣のズヴォレに復帰し、3年契約を交わした。